# Station La Trinité-Victor
Station La Trinité-Victor is een spoorwegstation in de Franse gemeente La Trinité.